# Gustav Hofmann
Pour les articles homonymes, voir Hofmann.
Gustav Moritz Paul Hofmann (né le 27 août 1798 à Hungen et mort le 9 octobre 1866 à Darmstadt) est un juge d'appel supérieur et homme politique.

## Biographie

### Famille et éducation
Gustav Hofmann est le fils du conseiller du gouvernement Johann Ludwig Hofmann (1741-1808) et de son épouse Helene Caroline née Liebknecht (1759-1823). Il se marie le 18 mai 1830 avec Éléonore Bertha Julie née Müller (1805-1877).
Comme son père et son grand-père (son grand-père maternel, Franz Erhard Liebknecht, huissier de justice au bureau de Cleeberg), Gustav Hofmann se lance dans une carrière d'avocat. À partir de 1816, il étudie le droit aux universités de Giessen et d'Iéna. En 1817, il participe à la Fête de la Wartbourg.

### Carrière
Après avoir terminé ses études, il est assesseur au bureau de la justice générale de Hungen, en 1822 avocat au tribunal de Giessen et en 1825 assesseur avec voix (cum voto) au tribunal régional de Nidda. À partir de 1828, il est administrateur de district dans le district de Nidda avant de devenir juge de district à Friedberg en 1832. En 1865, il reçoit la nomination comme juge secret et est commissaire aux visites des juges de la ville et du district. En 1866, il devient membre et conseiller de la cour d'appel et de cassation de Darmstadt.
Avec la révolution de mars, Gustav Hofmann commence à être politiquement actif et à représenter des positions conservatrices. En 1848, il devient membre du pré-parlement et plus tard membre du parlement de Francfort. En 1849, il est membre du parlement de Gotha et en 1850 membre du parlement d'Erfurt (assemblée du peuple).
Dans les années 1851 à 1856, il représente la 14e circonscription d'Haute-Hesse (Friedberg) et de 1856 à 1866 la 11e circonscription d'Haute-Hesse (Butzbach) à la seconde chambre des États du Grand-Duché de Hesse. De 1851 à 1856, il en est le troisième président.